# Mélanie Fouché
Mélanie Fouché (* 1977 in Saarbrücken, Saarland) ist eine deutsch-französische Schauspielerin und Synchronsprecherin.

## Leben
Mélanie Fouché war von 1997 bis 1998 Schauspielerin am Kinder- und Jugendtheater Überzwerg in Saarbrücken. Von 1998 bis 2002 studierte sie an der Staatlichen Hochschule für Musik und Darstellende Kunst in Stuttgart. 2001 und 2002 nahm sie am Schauspielworkshop der Akademie für Darstellende Kunst in Ludwigsburg teil.
Seit 2001 spielte sie in verschiedenen Kurzfilmen der Filmakademie Baden-Württemberg mit. Außerdem wirkte sie in verschiedenen Hörspiel- und Hörfunkproduktionen mit und synchronisierte Computerspiele auf Französisch. Seit 2001 war Mélanie Fouché auf mehreren Bühnen zu sehen unter anderem am Wilhelma Theater Stuttgart, am Staatstheater Stuttgart und auf der Württembergischen Landesbühne Esslingen. 2002 war sie als Mädchen in Peter Mussbachs Inszenierung von Das Mädchen mit den Schwefelhölzern an der Staatsoper Stuttgart zu sehen und spielte im selben Jahr am Théâtre National du Luxembourg, bei den Ruhrfestspielen Recklinghausen und am Staatstheater Stuttgart in Muirgen Gourgues’ Liebesgeschichte. Seit 2004 ist Mélanie Fouché auch in Filmproduktionen zu sehen, so etwa in Edgar Reitz’ Die andere Heimat (2012) und der Tatort-Folge Adams Alptraum (2013) unter der Regie von Hannu Salonen.

## Filmografie
- 2004: Das Innere, Diplomfilm
- 2004: Weihnachten auf Eis, Kurzfilm
- 2008: Morscholz, Kinofilm
- 2010: Hardenberg, Dokudrama
- 2012: Die andere Heimat
- 2013: Tatort – Adams Alptraum
- 2015: Chuzpe – Klops braucht der Mensch!
- 2017: Ellas Baby
- 2021: Je suis Karl
- 2024: Sterben für Beginner (Fernsehfilm)

## Hörspiel
- 2010: Sherlock Holmes - Die Löwenmähne - als Miss Maud Bellamy
- 2011: Sherlock Holmes - Das letzte Problem - als Kellnerin
- 2011: Sherlock Holmes - Seine Abschiedsvorstellung - als Haushälterin Martha
- 2013: Sherlock Holmes - Die drei Mörder des Sir William - als Sophie Tolhurst
- 2014: Sherlock Holmes - Als der Meister sich verlor - als Sheila Master
- 2017: 24 Tage mit den Höppners - als Mutter Claudia

## Hörfunk-Features / -Dokumentationen
- 2002: Die Erde dreht sich links herum! – Science-Fiction in der DDR – Aotur: Thomas Gaevert – SWR2 Dschungel, 30 Min.